# Estilo Jelling

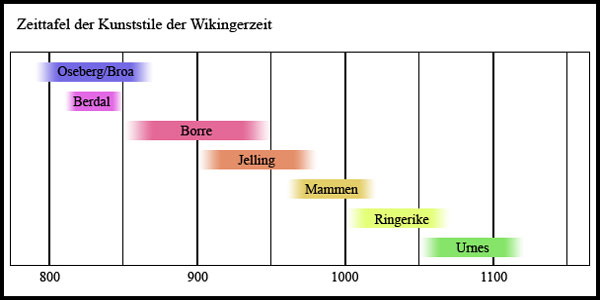
Cronología de los estilos de decoración animal escandinavos.

El estilo Jelling es una fase de la zoomórfica decoración vikinga del siglo X. El nombre proviene de que originalmente se aplicaba la denominación a un conjunto de objetos en Jelling, Dinamarca, entre las que se encontraban las grandes estelas rúnicas de Harald Blåtand, pero posteriormente éstas fueron catalogadas en el estilo Mammen. El estilo se caracteriza por la aparición de:
- Figuras de animales marcadamente estilizadas, a menudo con cuerpos alargados en forma de S, siempre representadas de perfil, también aparecen personas.[1]
- Las figuras tienen proyecciones de formas vegetales (zarcillos, hojas) y decoraciones transversales.
- Figuras geométricas (círculos, espirales, triángulos).

La ornamentación de formas animales de la época vikinga se cataloga en los siguientes periodos sucesivos: Oseberg, Borre, Jelling, Mammen, Ringerike y Urnes.

## Galería

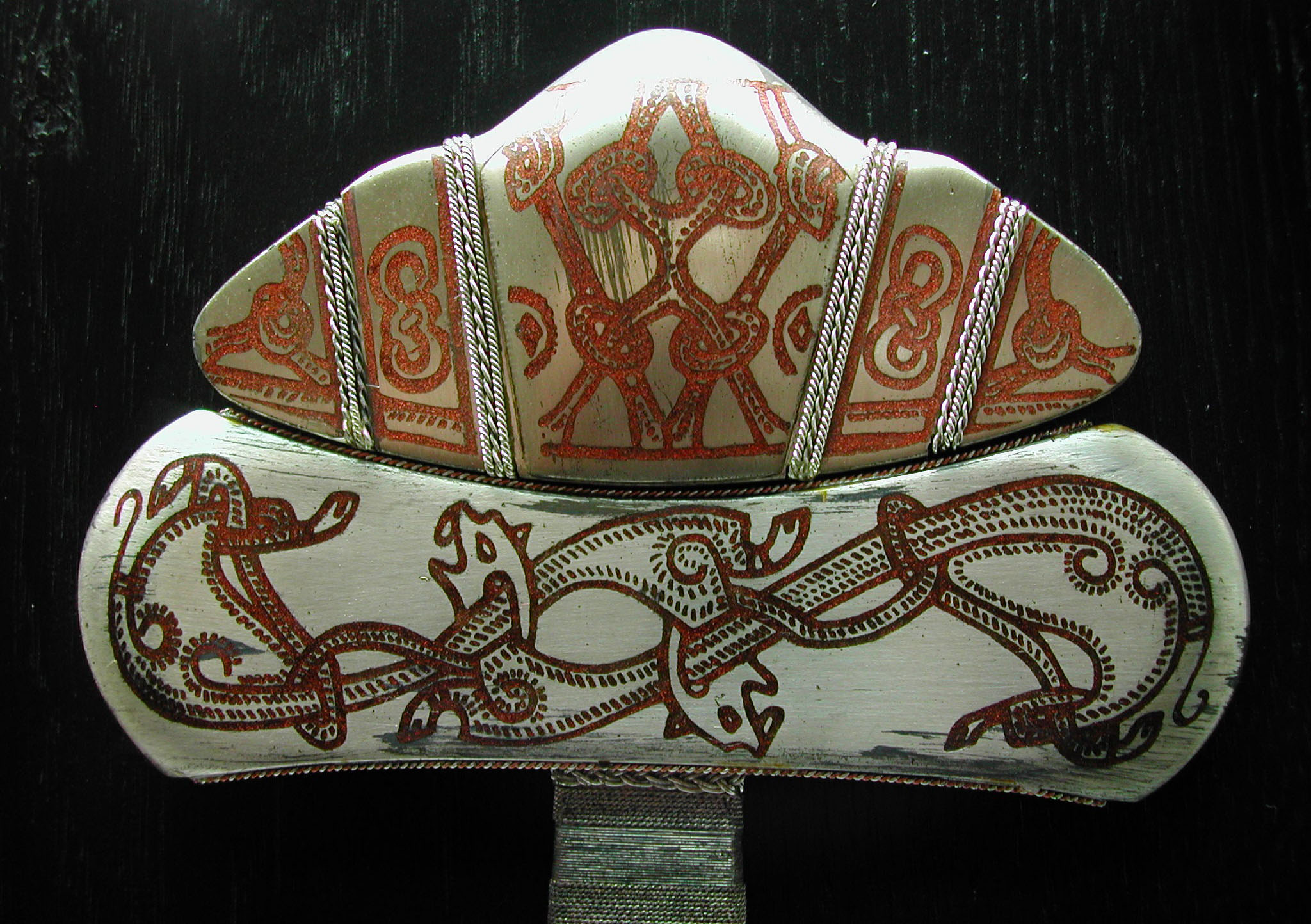
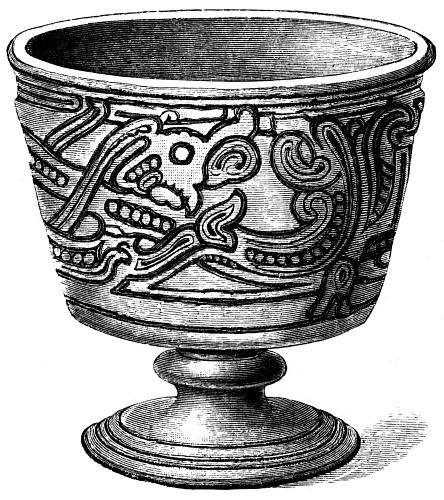
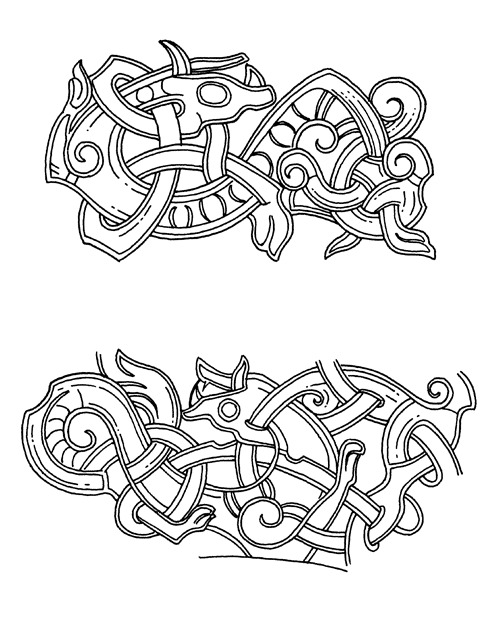
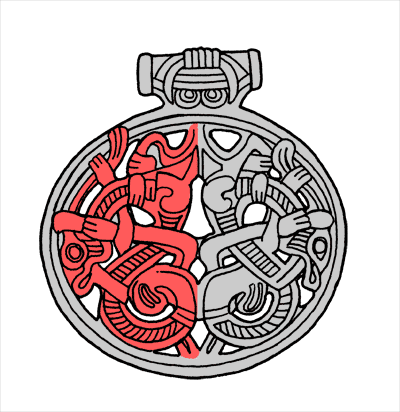